# Abdul Ahad Mohmand
Abdul Ahad Mohmand —en pastún: عبدالاحد مومند‎— (Sardah, 1 de enero de 1959) es un exaviador y cosmonauta afgano, el primero de su país en el espacio cuando estuvo a bordo de la estación espacial Mir en 1988. Se convirtió en el primer iranio, y en el cuarto musulmán en llegar al espacio, después del sultán Salman bin Abdulaziz, Muhammed Faris, y Musá Manárov. Participó en las misiones Soyuz TM-6 y Soyuz TM-5 pasando un tiempo en el espacio de 8 días, 20 horas y 26 minutos.

## Biografía
Mohmand nació el 1 de enero de 1959, en Sardah, Provincia de Gazni, Afganistán. Pertenece a la tribu Mohmand del grupo de la etnia pastún. Mohmand se graduó de la Universidad Politécnica de Kabul y luego en la Academia de la Fuerza Aérea. Sirvió en el Cuerpo Aéreo del Ejército Nacional Afgano y más tarde entrenó en la Unión Soviética para piloto y cosmonauta profesional.
Junto con el comandante Vladímir Liájov y Valeri Poliakov, Mohmand era parte de la tripulación en la misión Soyuz TM-6, que inició a las 04:23 GMT 29 de agosto de 1988. La inclusión de Mohmand en la misión fue un símbolo importante durante la guerra civil.
Durante sus días de estancia en la estación espacial Mir, Mohmand tomó fotografías de su país, participó en experimentos de astrofísica, médicos y biológicos. También habló con el presidente afgano, Mohammad Najibulá, y preparó té afgano para la tripulación.
Lyakhov Mohmand regresó a la Tierra a bordo de la Soyuz TM-5. El aterrizaje del Soyuz TM-5 previsto para el 6 de septiembre se retrasó de debido a las complicaciones mecánicas en la estación Mir. Radio Moscú aseguró a los oyentes que Lyakhov y Mohmand estaban bien e hizo contacto con el control de la misión. Un día después, el retrofuego fue un éxito, y a las 00:50 GMT la Soyuz TM-5 aterrizó cerca de Zhezkazgan. Durante el aterrizaje no hubo contacto de radio en vivo, solo imágenes de televisión en vivo.
Mohmand fue galardonado con el título de Héroe de la Unión Soviética el 7 de septiembre de 1988.
Mohmand es actualmente ciudadano de Alemania, donde trabaja en servicios de impresión y reside en Stuttgart.